# Mitchell (nome)
Mitchell  è un nome proprio di persona inglese maschile.

## Varianti
- Ipocoristici: Mitch[1] Mitchie

## Origine e diffusione
Riprende il cognome omonimo, derivante dal nome Michele, il quale deriva dall'ebraico מִיכָאֵל (Mikha'el) e significa "chi è come Dio?".

## Onomastico
Il nome è adespota, non essendo portato da alcun santo, quindi l'onomastico ricade il 1º novembre, giorno di Ognissanti. Alternativamente si può festeggiare lo stesso giorno di Michele, cioè generalmente il 29 settembre o l'8 maggio in onore di san Michele Arcangelo.

## Persone

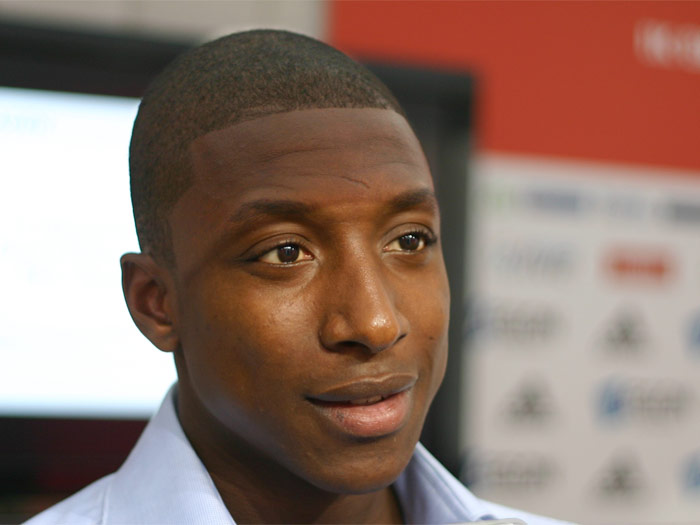
Mitchell Donald

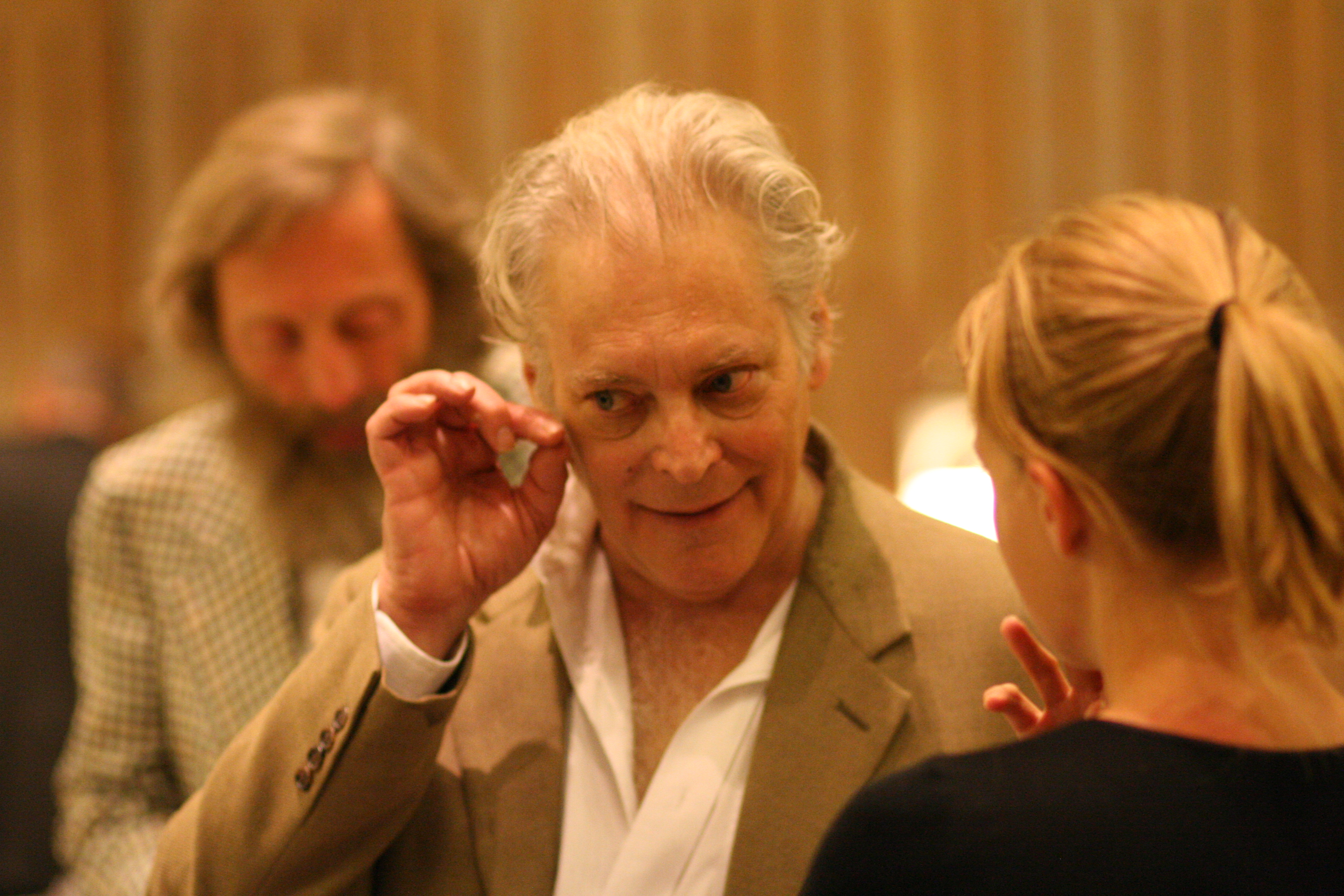
Mitchell Feigenbaum

- Mitchell Butler, cestista statunitense
- Mitchell Donald, calciatore olandese
- Mitchell Feigenbaum, matematico e fisico statunitense
- Mitchell Hope, attore australiano
- Mitchell Ivey, nuotatore statunitense
- Mitchell Langerak, calciatore australiano
- Mitchell Leisen, regista, scenografo e costumista statunitense
- Mitchell Lichtenstein, attore, sceneggiatore e regista statunitense
- Mitchell Parish, paroliere statunitense
- Mitchell Piqué, calciatore olandese
- Mitchell Pirotta, pilota motociclistico australiano
- Mitchell Ryan, attore statunitense
- Mitchell Schwartz, giocatore di football americano statunitense
- Mitchell te Vrede, calciatore olandese
- Mitchell Wiggins, cestista e allenatore di pallacanestro statunitense
- Mitchell Wolfson Jr., collezionista d'arte statunitense

### Variante Mitch

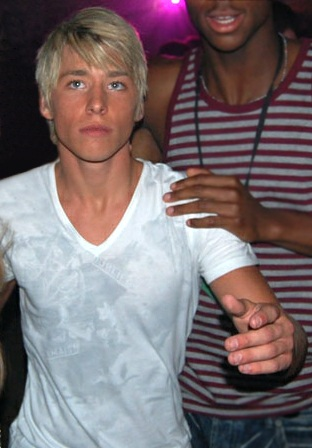
Mitch Hewer

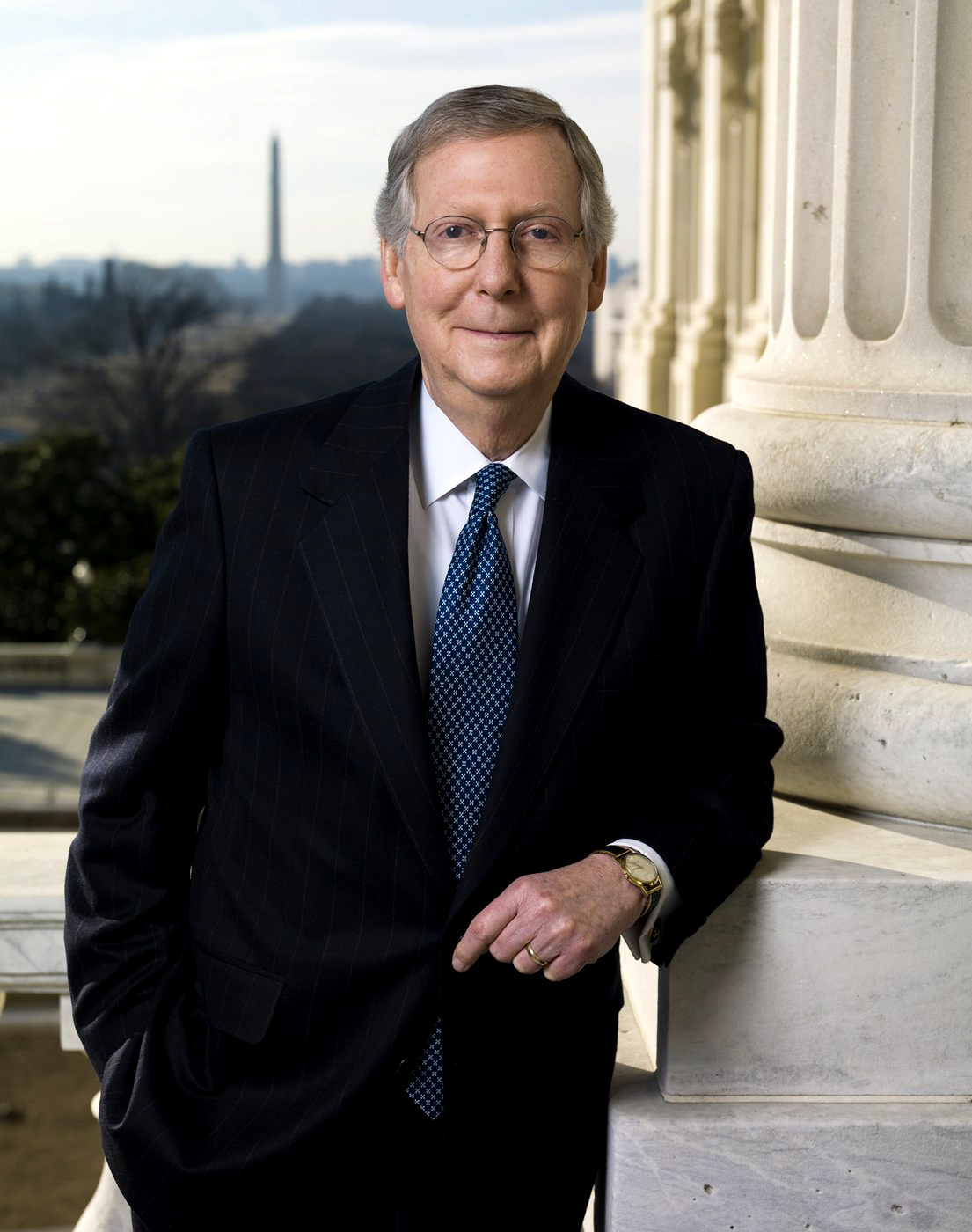
Mitch McConnell

- Mitch, disc jockey, musicista e showman italiano
- Mitch, disc jockey, conduttore radiofonico e musicista italiano
- Mitch Albom, scrittore statunitense
- Mitch Dorge, musicista e compositore canadese
- Mitch Glazer, sceneggiatore, produttore cinematografico e regista statunitense
- Mitch Harris, chitarrista statunitense
- Mitch Hartwell, vero nome di Erik Everhard, pornoattore canadese
- Mitch Hedberg, comico statunitense
- Mitch Hewer, attore britannico
- Mitch Kupchak, cestista e dirigente sportivo statunitense
- Mitch Malloy, cantante, compositore e produttore discografico statunitense
- Mitch McConnell, politico statunitense
- Mitch Miller, compositore, cantante e direttore d'orchestra statunitense
- Mitch Mitchell, batterista inglese
- Mitch Nichols, calciatore australiano
- Mitch Perry, chitarrista statunitense
- Mitch Pileggi, attore statunitense
- Mitch Richmond, cestista statunitense
- Mitch Rouse, attore, regista e sceneggiatore statunitense

## Il nome nelle arti
- Mitch è un personaggio del film del 2011 Cambio vita, diretto da David Dobkin.
- Mitchell "Mitch" Brenner è un personaggio del film del 1963 Gli uccelli, diretto da Alfred Hitchcock.
- Mitch Cooper è un personaggio della serie televisiva Dallas.
- Mitch Evers è un personaggio del film del 1961 Il cowboy con il velo da sposa, diretto da David Swift.
- Mitch Leery è un personaggio della serie televisiva Dawson's Creek.
- Mitch McDeere è un personaggio del film del 1993 Il socio, diretto da Sydney Pollack.
- Mitchell Moinian è un personaggio del romanzo di R. L. Stine La macchina stregata.
- Mitchell Pritchett è un personaggio della serie televisiva Modern Family.
- Mitch Robbins è un personaggio del film del 1991 Scappo dalla città - La vita, l'amore e le vacche, diretto da Ron Underwood.
- Mitch Weaver è un personaggio del film del 1998 Dirty Work, diretto da Bob Saget.